# 帕多瓦的马西略
帕多瓦的马西略（義大利語： 1275年—1342年）意大利哲学家、医生，他的政治著作《和平守护者》（Defensor pacis）驳斥了教皇在教会和国家事务中享有大量权力的主张，被视为是中世纪晚期最具革命性的政治著作，也是西欧最先批评政教合一的著作。